# Kungsstenarna (Ottenby)
Kungsstenarna (deutsch „Königssteine“) (auch Höge Stenar oder Ås 19:1 genannt) sind zwei große aufrecht stehende Steinplatten aus Kalkstein bei Ottenby im Süden der schwedischen Insel Öland. Sie markieren eine aus der Eisenzeit stammende Grabanlage.
Die Steine gehören zu einem Gräberfeld. Direkt neben den Steinen befinden sich eine weitere Kalksteinplatte und ein Steingrab. Darüber hinaus gehören zu dem Gräberfeld eine Steinkiste und sieben runde Steinsetzungen.
Die Kungsstenarna stehen südlich von Ottenby, etwas westlich der Straße, die von Ottenby zum südlichsten Punkt Ölands und dem Leuchtturm Långe Jan führt.